# Chorisoserrata apicalis
Chorisoserrata apicalis är en kackerlacksart som först beskrevs av Hanitsch 1929.  Chorisoserrata apicalis ingår i släktet Chorisoserrata och familjen småkackerlackor. Inga underarter finns listade i Catalogue of Life.